# Ramosmania
Ramosmania är ett släkte av måreväxter. Ramosmania ingår i familjen måreväxter.
Kladogram enligt Catalogue of Life:
| Ramosmania | \| \| Ramosmania heterophylla \| \| \| \| \| \| Ramosmania rodriguesi \| \| \| \| |
|            | \| \| Ramosmania heterophylla \| \| \| \| \| \| Ramosmania rodriguesi \| \| \| \| |
|            | Ramosmania heterophylla                                                           |
|            |                                                                                   |
|            | Ramosmania rodriguesi                                                             |
|            |                                                                                   |